# Distretto di Pervari

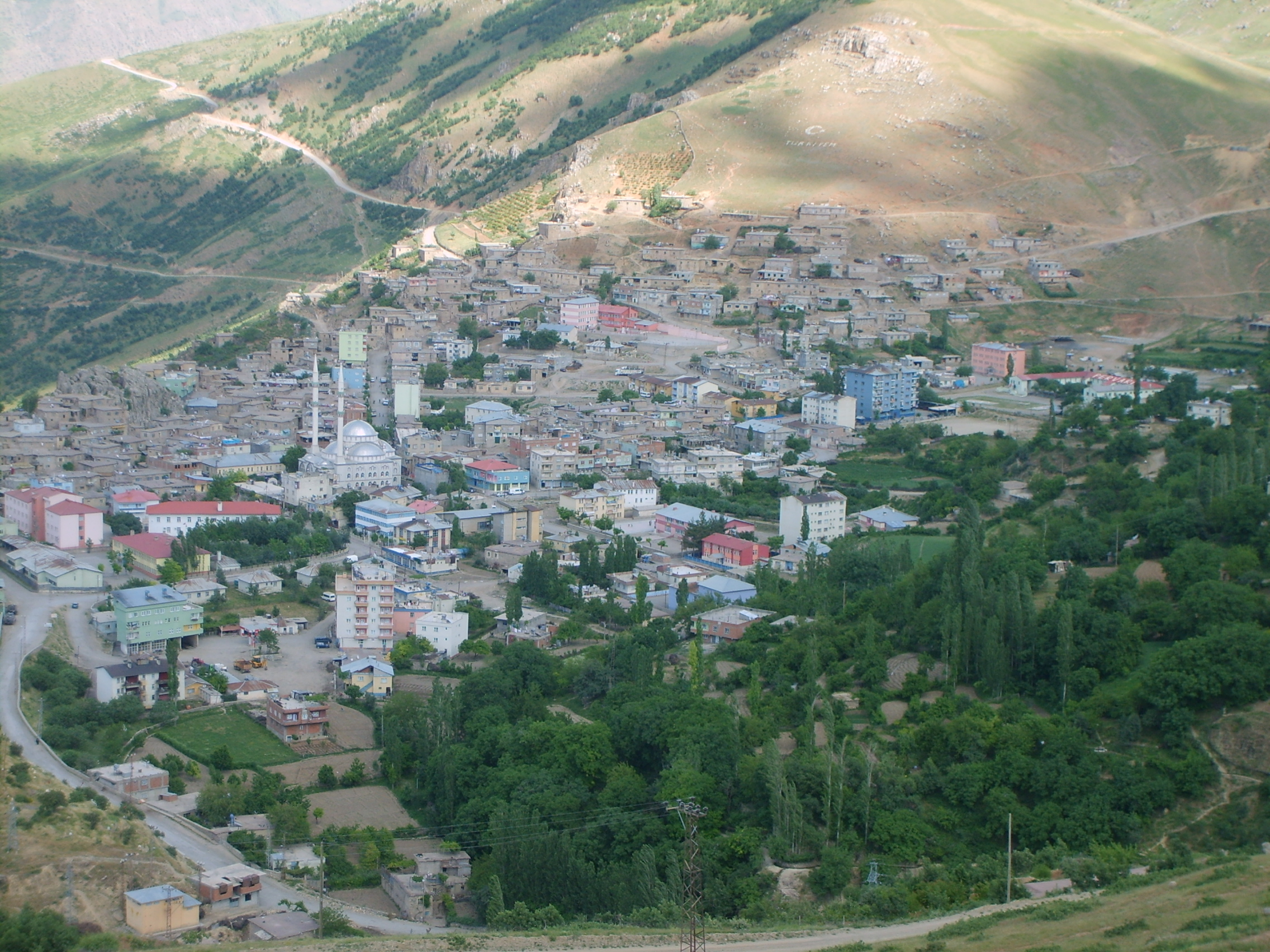
A panoramic view of Pervari

Il distretto di Pervari (in turco Pervari ilçesi) è uno dei distretti della provincia di Siirt, in Turchia.